# 수기치료

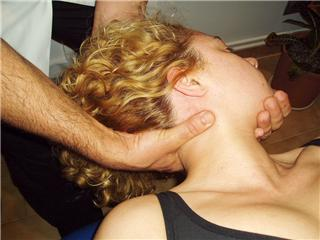

수기 치료(Manual therapy) 또는 수동 조작 요법(manipulative therapy)은 근골격계 통증 및 장애를 치료하기 위해 물리 치료사, 한의사등에 의해 주로 사용되는 맨 손으로 임상이나 이의 시술로 근육과 골격등에 물리적인 힘을 가하는 치료이다. 그것은 주로 근육의 긴장, 이완 및  관절가동(Joint mobilization) 및 관절 조작을 포함한다. 이와관련되어서는 물리치료사의 도수치료, 척추 지압사, 한의사의 추나요법,마사지사등의 전문가들이 있으며 정골의학에 의해서도 잘 알려져있다.
2011년 학술자료에 따르면 위약은 수동조작요법으로 근골격계 통증 상태와 관련된 임상 결과를 개선할 수 있는 잠재적으로 관련성이 높은 메커니즘 중 하나이다.

## 같이 보기
- 행동의학(behavioral medicine)
- 관절낭